# Karis kommunvapen

Karis vapen

Karis kommunvapen utformades för Karis kommun av Hilding Ekelund och togs i bruk år 1943.
De tre tornen på vapnet syftar på Raseborgs, Junkarsborgs och Grabbacka slott. Den blåa strömmen syftar på Svartån.
Vapnet togs ur officiellt bruk 2009 då Karis, Ekenäs och Pojo tillsammans bildade Raseborgs stad.